# Walk Right Now
Walk Right Now – singel The Jacksons z albumu Triumph wydany w 1981 roku. Utwór został napisany przez Michaela Jacksona i jego braci Jackiego i Randy’ego. 

## Lista utworów
1. Walk Right Now
2. Your Ways

## Notowania[1]
| Lista (1980)                      | Najwyższa pozycja |
| --------------------------------- | ----------------- |
| Billboard Hot R&B/Hip-Hop Singles | 50                |
| UK Singles Chart                  | 7                 |
| US Billboard Hot 100              | 73                |